# داگی مارچ
داگی مارچ (به انگلیسی: Doggie March) یک سینمایی انیمه درام کمدی ماجراجویی ژاپنی به کارگردانی آکیرا دایکوبارا در سال ۱۹۶۳ است که توسط شرکت توئی توزیغ شد. این نخستین عنوان هایائو میازاکی است که پیش از رسیدن به شهرت بر روی آن کار کرد. فیلم در تاریخ ۲۱ دسامبر ۱۹۶۳ در ژاپن اکران شد.